# P-01E
docomo STYLE series P-01E（ドコモ スタイル シリーズ ピー ゼロ いち イー）は、パナソニック モバイルコミュニケーションズによって開発された、NTTドコモの第三世代携帯電話（FOMA）端末である。docomo STYLE seriesの端末。

## 概要
2010年に発売されたP-07Bの後継機種にあたり、P-07B同様、基本機能だけを求めるユーザーをターゲットとしている。そのためGPSやFelicaには非対応である。
デザインはP-07Bと同様、背面にはクリスタルパネルを配し、シンプルでありながらも上質感を演出。また手に優しくフィットするラウンドフォルムやパナソニック製のドコモ携帯ではお馴染みの片手で開くワンプッシュオープンボタンを備え、九州大学の共同開発による人間工学に基づき、押しやすく、数字や文字を大きくしたボタンレイアウトなどそのまま引き継いでいる。
背面のクリスタルパネルの部分には、約0.9インチの有機ELサブディスプレイを備えており、本体を閉じると時々イルミネーションと連動して模様を表示して気分を楽しませてくれる「ハッピーイルミネーション」にも対応している。
ディスプレイにおいてはP-07Bに比べ液晶画面が3.4インチと大型化したほか、ワイドVGA液晶になった。
テンキーの下部には3つのファンクションキーが配され、話発信／メール作成／電卓／アラーム／スケジュール／メモ／赤外線受信／辞典／Bookmark／バーコードリーダー／ピクチャアルバム／クイック検索／電池のなかからよく使う機能を設定できる。
| 主な対応サービス                   | 主な対応サービス                                                    | 主な対応サービス                       | 主な対応サービス                                     |
| ---------------------------------- | ------------------------------------------------------------------- | -------------------------------------- | ---------------------------------------------------- |
| タッチパネル                       | FOMAハイスピード （送信2.0Mbps/受信7.2Mbps）                        | Bluetooth                              | DCMX／おサイフケータイ                               |
| iアプリオンライン／地図アプリ      | 直感ゲーム／メガiアプリ                                             | iウィジェット                          | マチキャラ／iコンシェル                              |
| ホームU／ポケットU                 | GPS／オートGPS／ケータイお探し                                      | デコメール／デコメ絵文字／デコメアニメ | iチャネル                                            |
| 着もじ                             | テレビ電話/キャラ電                                                 | ケータイデータお預かりサービス         | フルブラウザ                                         |
| おまかせロック／バイオ認証         | 外部メモリーへiモードコンテンツ移行／ユーザーデータ一括バックアップ | トルカ                                 | iC通信／iCお引越しサービス                           |
| きせかえツール／ダイレクトメニュー | バーコードリーダ／名刺リーダ                                        | 2in1                                   | エリアメール／ソフトウェアーアップデート自動更新     |
| GSM／3Gローミング（WORLD WING）    | 着うたフル／うた・ホーダイ                                          | Music&Videoチャネル／ビデオクリップ    | デジタルオーディオプレーヤー(WMA)(AAC)(SDオーディオ) |

1. ↑  「しゃべる」に対応。
2. ↑  インカメラがないため、相手の顔を見ながら、自画像を送信することはできない（メインカメラを利用して自画像を送信することは可能）。

## プリインストールiアプリ
- Facebook
- Twitter
- E★エブリスタ
- ぷよぷよフィーバー
- ハイパー四川省
- リバーシ
- ドコモ料金案内
- 楽オクアプリ
- 今の為替

## 歴史
- 2012年10月11日 - NTTドコモより発表
- 2012年11月3日 - 発売開始（ホワイト・ブラック・ピンクゴールド）
- 2013年5月15日 - NTTドコモより新色としてシャンパンゴールドを追加発表。
- 2013年5月24日 - シャンパンゴールド事前予約開始。
- 2013年5月28日 - シャンパンゴールド発売開始。

## 不具合
2013年3月27日に以下の不具合の修正がソフトウェアアップデートによって行われた。
- 表示言語を英語に設定した際、待受画面に表示される曜日が実際の曜日と異なる場合がある。

2013年7月23日に以下の不具合の修正がソフトウェアアップデートによって行われた。
- 宛先が多数の同報メールを受信して表示する際、表示されるまでに時間がかかる場合がある。

2014年6月9日に以下の不具合の修正がソフトウェアアップデートによって行われた。
- カメラまたはボイスレコーダーを起動すると、まれに携帯電話（本体）が再起動する場合がある。
- しゃべって検索にて音声を入力すると、エラーが表示され検索が失敗する場合がある。